# ミッツィ・ゲイナー
ミッツィ・ゲイナー（Mitzi Gaynor、1931年9月4日 - 2024年10月17日）は、アメリカ合衆国の女優、歌手、ダンサー。1950年代のミュージカル映画で活躍した。ミッチー・ゲイナーとも表記される。

## 略歴
1931年に米イリノイ州シカゴでダンサーの子として生まれる。4歳からバレエのレッスンを受け、12歳でミュージカルやオペレッタに出演。ハリウッドの高校で学んだあと演技を勉強する。
1950年に映画『マイ・ブルー・ヘヴン』（My Blue Heaven）で女優デビュー。
1954年の『ショウほど素敵な商売はない』でスターの仲間入りを果たした。1950年代は主にミュージカル映画に女優として出演する他、テレビ番組にも出演。その後は歌手活動を中心に、1968年に始まった自らの名前「Mitzi」を冠したテレビ映画シリーズで人気を博した。
ハリウッド・ウォーク・オブ・フェームに映画分野で星を持っている。

## 主な出演作品

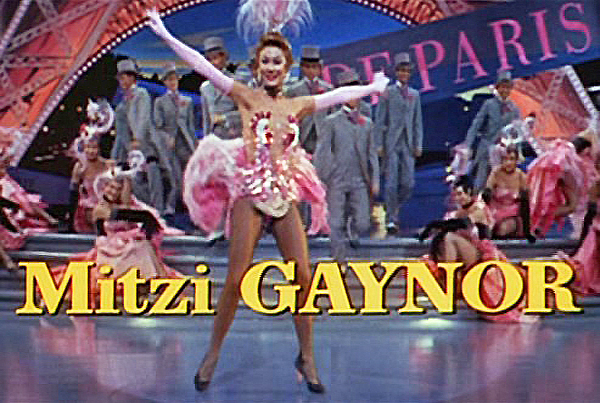
『ショウほど素敵な商売はない』（1954年）予告編より

- マイ・ブルー・ヘヴン My Blue Heaven (1950)
- ゴールデンガール Golden Girl (1951)
- 結婚協奏曲 We're Not Married! (1952)
- 高原の三銃士 Three Young Texans (1954)
- ショウほど素敵な商売はない There's No Business Like Show Business (1954)
- 陽気のせいデス The Birds and the Bees (1956)
- 夜は夜もすがら Anything Goes (1956)
- 抱擁 The Joker Is Wild (1957)
- 魅惑の巴里 Les Girls (1957)
- 南太平洋 South Pacific (1958)
- 恋のクレジット For Love or Money (1963)

## ディスコグラフィ
- 『ミッチ』 - Mitzi (1958年)
- 『シングズ・ザ・リリックス・オブ・アイラ・ガーシュウィン』 - Mitzi Gaynor Sings The Lyrics of Ira Gershwin (1959年)

## トリビア
映画『お熱いのがお好き』（1959年）で監督のビリー・ワイルダーは、ヒロインに当初はミッツィ・ゲイナーを起用する計画でいたが、マリリン・モンローが出演可能となったことでモンローに変更した。